# 조선민주주의인민공화국의 국보 (제101호 ~ 제200호)
조선민주주의인민공화국의 국보는 역사적 의의와 조형예술적 가치에 따라 조선민주주의인민공화국의 내각에서 국보문화유물로 평가되어 중앙문화유물보존지도기관이 등록한 문화재를 말한다.

## 지정 목록

### 제101호 ~ 제200호
| 번호  | 사진 | 명칭                         | 소재지                                    | 시대     | 비고     |
| 101호 |      | 금강산 장연사 삼층탑         | 강원도 금강군 내강리                      | 통일신라 |          |
| 102호 |      | 묘길상                       | 강원도 금강군 내강리                      | 고려     |          |
| 103호 |      | 가학루                       | 강원도 안변군 안변읍                      | 통일신라 |          |
| 104호 |      | 안변 보현사                  | 강원도 안변군 령신리                      | 통일신라 |          |
| 105호 |      | 명적사 대웅전                | 강원도 원산시 영삼리                      | 신라     |          |
| 106호 |      | 주둔리 무지개다리            | 강원도 고성군 주둔리                      | 고려     |          |
| 107호 |      | 함흥본궁                     | 함경남도 함흥시 사포구역 소나무동         | 조선     |          |
| 108호 |      | 구천각                       | 함경남도 함흥시 동흥산구역 동흥산         | 고려     |          |
| 109호 |      | 선화당                       | 함경남도 함흥시 동흥산구역                | 조선     |          |
| 110호 |      | 황초령 진흥왕 순수비         | 함경남도 함흥시 동흥산구역 함흥력사박물관 | 신라     |          |
| 111호 |      | 마운령 진흥왕 순수비         | 함경남도 함흥시 동흥산구역 함흥력사박물관 | 신라     |          |
| 112호 |      | 정광사                       | 함경남도 리원군 원사리                    | 조선     |          |
| 113호 |      | 량천사                       | 함경남도 고원군 락천리                    | 통일신라 |          |
| 114호 |      | 군자루                       | 함경남도 금야군 금야읍                    | 조선     |          |
| 115호 |      | 룡흥사                       | 함경남도 영광군 봉흥리 백운산             | 고려     |          |
| 116호 |      | 동덕사                       | 함경남도 단천군 두연리                    | 고려     |          |
| 117호 |      | 공민루                       | 함경남도 단천시 양산동                    | 조선     |          |
| 118호 |      | 경성읍성                     | 함경북도 경성군 승암로동자구              | 고려     |          |
| 119호 |      | 경성읍성 남문                | 함경북도 경성군 승암로동자구              | 고려     |          |
| 120호 |      | 개심사                       | 함경북도 명천군 보천리 칠보산             | 조선     |          |
| 121호 |      | 화성 쌍계사                  | 함경북도 화성군 부암리                    | 고려     |          |
| 122호 |      | 만월대                       | 개성시 송악동                             | 고려     |          |
| 123호 |      | 공민왕릉                     | 개성시 개풍군 해선리                      | 고려     |          |
| 124호 |      | 개성 남문                    | 개성시 북안동                             | 조선     |          |
| 125호 |      | 관음사 대웅전                | 개성시 박연리 대흥산성 내                 | 고려     |          |
| 126호 |      | 대흥산성                     | 개성시 박연리                             | 고려     |          |
| 127호 |      | 개성 성균관                  | 개성시 방직동                             | 고려     |          |
| 128호 |      | 숭양서원                     | 개성시 선죽동                             | 고려     |          |
| 129호 |      | 발어참성                     | 개성시 송악동                             | 통일신라 |          |
| 130호 |      | 개성 나성                    | 개성시 송악동                             | 고려     |          |
| 131호 |      | 개성 첨성대                  | 개성시 송악동                             | 고려     |          |
| 132호 |      | 흥국사탑                     | 개성시 박직동 고려박물관                  | 고려     |          |
| 133호 |      | 영통사 오층석탑              | 개성시 룡흥리 오관산 령통사               | 고려     |          |
| 134호 |      | 화장사 부도                  | 개성시 룡흥리 보봉산 화장사               | 고려     |          |
| 135호 |      | 불일사 오층탑                | 개성시 방직동 고려박물관                  | 고려     |          |
| 136호 |      | 연복사종                     | 개성시 북안동 남대문 문루                 | 고려     |          |
| 137호 |      | 적조사 쇠부처                | 개성시 방직동 고려박물관                  | 고려     |          |
| 138호 |      | 표충비                       | 개성시 선죽동                             | 조선     |          |
| 139호 |      | 현화사 칠층탑                | 개성시 방직동 고려박물관                  | 고려     |          |
| 140호 |      | 글자 새긴 성돌               | 평양시 중구역 종로동                      | 고구려   |          |
| 141호 |      | 영산전                       | 자강도 향산군 향암리                      | 고려     |          |
| 142호 |      | 김응서집                     | 자강도 향산군 향암리                      | 조선     |          |
| 143호 |      | 수충사                       | 자강도 향산군 향암리                      | 조선     |          |
| 144호 |      | 묘향산 보현사 팔각십삼층탑   | 자강도 향산군 향암리                      | 고려     |          |
| 145호 |      | 경암루                       | 황해북도 사리원시 경암동                  | 조선     |          |
| 146호 |      | 칠렬사터                     | 평안북도 안주시 안주읍                    | 미상     |          |
| 147호 |      | 중흥사 당간지주              | 평양시 모란봉구역 인흥동                  | 고구려   |          |
| 148호 |      | 영명사 팔각 석불감           | 평양시 모란봉구역 개선동                  | 고려     |          |
| 149호 |      | 묘향산 보현산비              | 평안북도 향산군 향암리                    | 고려     |          |
| 150호 |      | 광제사 대웅전                | 함경남도 북청군 죽상리                    | 조선     |          |
| 151호 |      | 현화사비                     | 개성시 방직동 고려박물관                  | 고려     |          |
| 152호 |      | 광통 보제선사비              | 개성시 개풍군 해선리 무선봉 남쪽          | 고려     |          |
| 153호 |      | 오룡사 법경대사비            | 개성시 룡흥리 용암산 오룡산터             | 고려     |          |
| 154호 |      | 관음사 대리석관음보살상      | 평양시 중구역 대동문동 중앙력사박물관     | 고려     |          |
| 155호 |      | 영통사 대각국사비            | 개성시 룡흥리 오관산 령통사               | 고려     |          |
| 156호 |      | 덕흥리 벽화무덤              | 남포시 강서구역 덕흥동                    | 고구려   | 세계유산 |
| 157호 |      | 진북루                       | 량강도 갑산군 갑산읍                      | 조선     |          |
| 158호 |      | 안주성 내성                  | 평안남도 안주시 안주읍                    | 고구려   |          |
| 159호 |      | 선죽교                       | 개성시 선죽동                             | 고려     |          |
| 160호 |      | 고구려 나무다리              | 평양시 대성구역 휴암동과 천호동 사이      | 고구려   |          |
| 161호 |      | 덕화리 1호무덤               | 평안남도 대동군 덕화리                    | 고구려   | 세계유산 |
| 162호 |      | 유점사종                     | 강원도 고성군 월비산리                    | 조선     |          |
| 163호 |      | 룡화사                       | 평양시 모란봉구역 개선동                  | 고려     |          |
| 164호 |      | 광법사                       | 평양시 대성구역 대성동                    | 고구려   |          |
| 165호 |      | 봉천군 원산리 1호 자기가마터 | 황해남도 봉천군 원산리                    | 고려     |          |
| 166호 |      | 봉천군 원산리 2호 자기가마터 | 황해남도 봉천군 원산리                    | 고려     |          |
| 167호 |      | 봉천군 원산리 3호 자기가마터 | 황해남도 봉천군 원산리                    | 고려     |          |
| 168호 |      | 봉천군 원산리 3호 자기가마터 | 황해남도 봉천군 원산리                    | 고려     |          |
| 169호 |      | 자혜사 오층탑                | 황해남도 신천군 서원리                    | 고려     |          |
| 170호 |      | 자혜사 돌등                  | 황해남도 신천군 서원리                    | 고려     |          |
| 171호 |      | 패엽사                       | 황해남도 안악군 패엽리                    | 통일신라 |          |
| 172호 |      | 고산동 우물                  | 평양시 대성구역 고산동                    | 고구려   |          |
| 173호 |      | 정릉사                       | 평양시 력포구역 룡산리                    | 고구려   |          |
| 174호 |      | 단군릉                       | 평양시 강동군 문흥리                      | 고구려   |          |
| 175호 |      | 용산리 고인돌                | 평안남도 성천군 룡산리                    | 청동기   |          |
| 176호 |      | 석왕사 호지문                | 강원도 고산군 설봉리                      | 조선     |          |
| 177호 |      | 안양암 마애삼존불상          | 강원도 금강군 내강리                      | 고려     |          |
| 178호 |      | 고성 온정리 마애불입상       | 강원도 고성군 온정리                      | 고려     |          |
| 179호 |      | 왕건왕릉                     | 개성시 개풍군 해선리                      | 고려     |          |
| 180호 |      | 온달 장군과 평원왕 공주의 묘 | 평양시 력포구역 룡산리                    | 고구려   | 세계유산 |
| 181호 |      | 장군 고흘의 무덤             | 평양시 력포구역 룡산리                    | 고구려   | 세계유산 |
| 182호 |      | 향단리 돌관무덤              | 평양시 강동군 향단리                      | 청동기   |          |
| 183호 |      | 황대성과 고인돌              | 평양시 강동군 향목리 남양                 | 청동기   |          |
| 184호 |      | 정릉사 팔각칠층석탑          | 평양시 력포구역 룡산리                    | 고구려   |          |
| 185호 |      | 광법사 오층탑                | 평양시 대성구역 대성동                    | 고려     |          |
| 186호 |      | 정양사 삼층탑                | 강원도 금강군 내강리                      | 통일신라 |          |
| 187호 |      | 청해토성터                   | 함경남도 북청군 하호리                    | 발해     |          |
| 188호 |      | 화성동제단                   | 평양시 룡성구역 화성동                    | 고조선   |          |
| 189호 |      | 삼성사                       | 황해남도 안악군 패엽리 구월산             | 조선     |          |
| 190호 |      | 룡강큰무덤                   | 남포시 룡강군 룡강읍                      | 고구려   |          |
| 191호 |      | 신계사                       | 강원도 고성군 온정리                      | 신라     |          |
| 192호 |      | 령통사                       | 개성시 룡흥리                             | 고려     |          |
| 193호 |      | 북관대첩비                   | 함경북도 김책시 림명리                    | 조선     |          |